# Абдуллин, Ильдар Шаукатович
Ильда́р Шаука́тович Абду́ллин (род. 1954) — советский, российский физик; специалист в области физики и химии плазмы, исследования неравновесной низкотемпературной плазмы и её взаимодействия с материалами различной физической природы. Под его руководством выполнены фундаментальные и прикладные исследования по упрочению и модификации поверхности материалов и их сплавов с помощью обработки неравновесной низкотемпературной плазмой, создаваемой с помощью высокочастотных разрядов пониженного давления, в том числе по приданию поверхностям материалов биостойкости и биосовместимости.

## Биография

### Образование
1977 год — с отличием окончил Казанский авиационный институт им. А. Н. Туполева по специальности «конструирование и производство радиоаппаратуры». Все годы учёбы являлся Ленинским стипендиатом.
1980 год — окончил очную аспирантуру в Казанском авиационном институте им. А. Н. Туполева по специальности «физика и химия плазмы».

### Работа
- Работал младшим научным, с 1983 года — старшим научным сотрудником в отделе физики НТП плазменной техники и технологии научно-исследовательской части КАИ, заведующим сектором в научно-исследовательской лаборатории низкотемпературной плазмы.
- С 1997 года — заведующий кафедрой технологии кожи и меха (с 2007 года — кафедры плазмохимических и нанотехнологий высокомолекулярных материалов) Казанского государственного технологического университета.
- С 2007 года по 2015 год — директор института нефти, химии и нанотехнологий, проректор по научной работе ФГБОУ ВПО «КНИТУ-КХТИ». Способствовал интеграции учебного процесса с производством. По его инициативе и непосредственном участии создан факультет наноматериалов и нанотехнологий, открыто обучение по направлению «Наноинженерия», разработана новая модель технологического университета, включающая создание учебно-научного производственного комплекса.

### Семейное положение
Женат, имеет трех дочерей, троих внуков.

## Научная деятельность
В 1990 году защитил докторскую диссертацию («Неравновесная низкотемпературная плазма в процессах модификации поверхностей изделий в машиностроении»). Профессор по кафедре технологии электрохимических производств (1992).
Автор теории низкоэнергетической ионной обработки материалов различной физической природы; объёмной модификации капиллярно-пористых и волокнистых тел, на базе которой с 1990 года им создано научное направление по плазменной модификации структуры и свойств капиллярно-пористых тел и природных высокомолекулярных материалов.
Сформировал новое актуальное научное направление — создание научных основ и разработка новых высокоэффективных технологий модификации материалов различной физической природы, включая формирования наноструктур с применением плазменной обработки.
Автор свыше 300 научных статей и изобретений, в том числе 47 статьи по базе данных Scopus. Индекс Хирша — 9, индекс Хирша по РИНЦ — 15. 35 авторских свидетельств и патентов. Подготовил 60 кандидатов технических наук и 31 доктора наук.
Является экспертом Роснано, членом экспертного совета по лёгкой промышленности и сельскому хозяйству по присуждению Премии Правительства РФ в области науки и техники, экспертом в научно-технической сфере в ГУ РИНКЦЭ, членом общественного совета по техническому регулированию при Минпромэнерго РФ и председателем экспертного совета НО «Союз ассоциации и предпринимателей медицинской промышленности».
Академик Российской медико-технической Академии (2009); академик инженерной Академии России (2011г).

## Награды
- Нагрудный знак Изобретатель СССР (1989).
- Заслуженный деятель науки Республики Татарстан (2002).
- Государственная премия Республики Татарстан в области науки и техники (2003).
- Медаль «В память 1000-летия Казани» (2005).
- Премия Правительства Российской Федерации в области науки и техники (2006, 2009).
- Почётный машиностроитель (2004).
- Заслуженный работник высшей школы Российской Федерации (2011).